# Centronics
Centronics Data Computer Corporation va ser una empresa pionera estatunidenca, fabricant important d'impressores per a ordinadors a la dècada del 1970. Avui és recordada principalment per la interfície paral·lela que porta el seu nom.